# Koppány vezér
Koppány vezér, egyes forrásokban Cupan dux (962/964 – 997) Géza magyar fejedelem rokonának, Tar Zerindnek a fia volt. A jelenleg legelfogadottabb tudományos álláspont szerint Géza halála után a sztyeppi népekre jellemző szeniorátus elve alapján magának követelte a hatalmat, és a sztyeppei szokásjog (levirátus) szerint feleségül akarta venni Sarolt fejedelemasszonyt, Géza feleségét. Ebben a korban rohamosan terjedt szerte Európában a kereszténység, a két római birodalom,  a Keletrómai Birodalom és a Német-római Birodalom határain túl letelepedett nomád és pogány népek körében, a Kárpát-medence pedig ekkoriban részben bizánci, részben római érdekszféra volt. Géza családja a nyugatról származó primogenitúra elve alapján Vajknak, a későbbi Szent István királynak követelte a hatalmat. A kitört hatalmi harcban István győzött és megszilárdította az új keresztény magyar államot, aminek kiépítését apja, Géza kezdte el. Mivel a magyar állam és a magyar nép kialakulása, etnogenezise és az első államhatalmi megszerveződése, a Magyar Fejedelemség még a sztyeppei kultúrkörben zajlott le, így István állama azzal a keleti örökséggel kezdett integrálódni a korabeli Nyugat-Európa szellemi és politikai világába. Koppány vezér legyőzését követően azután, amikor Csanád vezér 1029-ben legyőzte Ajtony vezért, István király befejezhette az ország végleges egyesítését. Kristó Gyula történész szerint a lázadó vezérek leverése után az új európai állam világi igazgatási szervezeteinek megszervezésével párhuzamosan elkezdődött az egyházmegyék felállítása is.

## A Koppány életét tárgyaló források
A 14. században keletkezett Képes krónika a következőképp számol be István és Koppány belháborújáról, amelyet dicső háborúnak nevez:
Szent István király még előbb, ifjú korában dicső háborút vívott a vitéz és nagy hatalmú Koppány vezér ellen. Koppány pedig Tar Szerénd fia volt, aki Szent István király apjának, Géza fejedelemnek az életében a hercegi méltóságot viselte. Géza fejedelem halála után Koppány vérfertőző házassággal magához akarta kapcsolni Szent István király anyját, meg akarta gyilkolni Szent Istvánt, és fejedelemsége területét a saját hatalma alá akarta vetni. Ez somogyi vezér volt. Szent István, miután egybehívta főembereit, a boldogságos Márton hitvalló közbenjárásával az isteni könyörület segedelméért esedezett. Ezután, hadseregét összegyűjtve, ellensége ellen indult. Először a Garam folyó mellett övezték föl karddal, és ott testi épségének őrzésére két főembert rendelt, Hontot és Pázmányt. Egész hadseregének fejévé és vezérévé pedig Vecellint nevezte ki, egy német származású jövevényt. Miután tehát összecsaptak, hosszan és vitézül küzdöttel egymással; hanem az isteni könyörületesség segedelmével Boldog István fejedelem dicsőséges győzelmet aratott. Ebben az ütközetben pedig Vecellin gróf megölte Koppány vezért, és Boldog István, aki akkor még fejedelem volt, igen bőséges adományokkal jutalmazta meg. Magát Koppányt pedig Boldog István négy részre vágatta ; első részét az esztergomi kapuhoz küldte, a másodikat a veszprémihez, a harmadikat a győrihez, a negyediket Erdélybe. Boldog István híven teljesítette Istennek azt a fogadalmát, melyet akkor fogadott, mert örök érvénnyel elrendelte, hogy a Koppány vezér tartományában élő összes nép tizedet adjon gyermekeiből, terményeiből és állatiból Szent Márton monostorának. Az említett Vecellin pedig nemzette Radit, Radi pedig nemzette Miskát, Miska pedig nemzette Koppányt és Mártont.

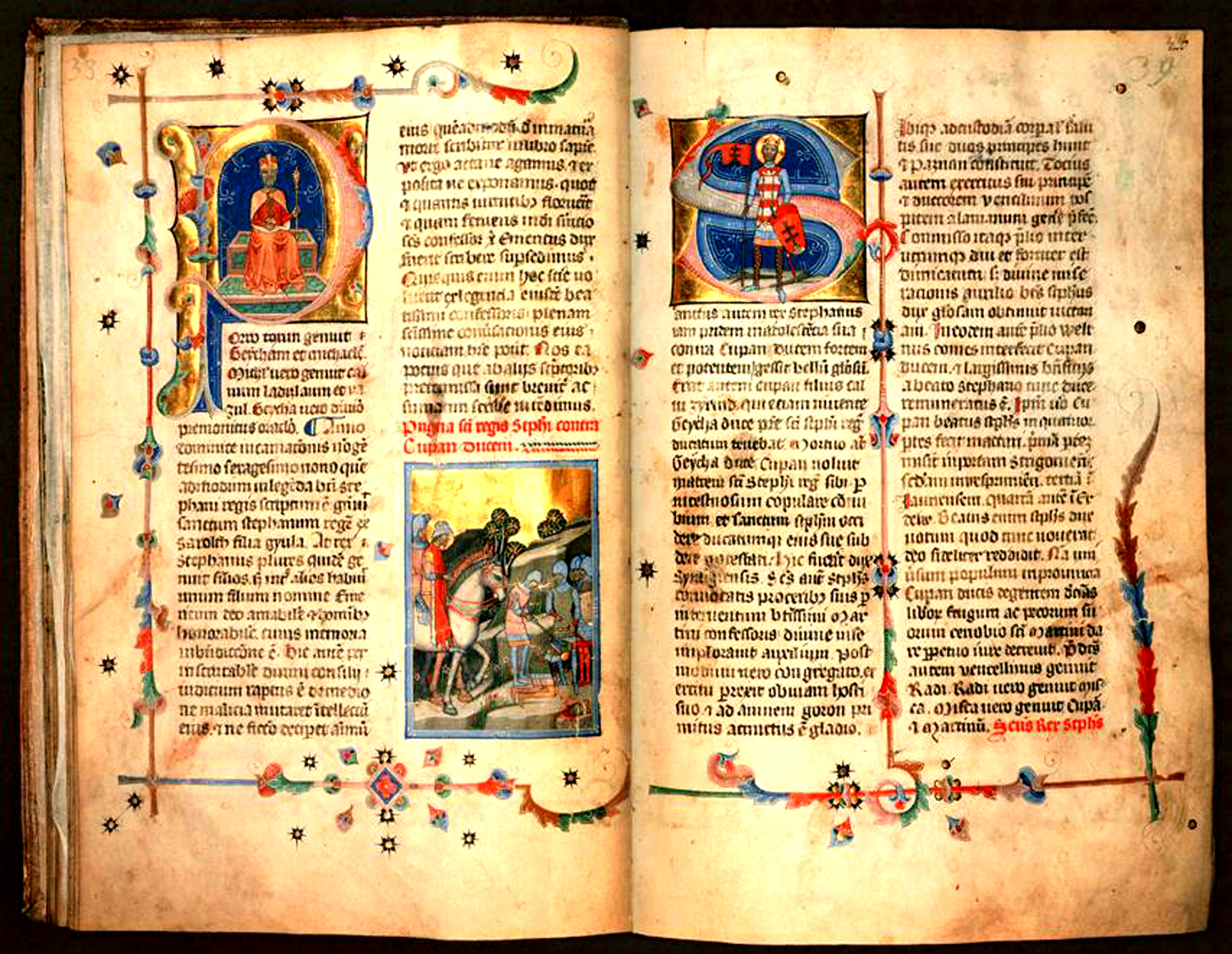
A Képes krónika kódex díszes lapjai. A baloldali lapon középen a Koppány vezér krónika szerinti négy részre vágását (Ipsum vero Cupan beatus Stephanus in quatuor partes fecit mactari) ábrázoló miniatúra fölött, a krónika szövegét részekre tagoló vörös színnel kiemelt (rubrikált) fejezetcím: Pugna Sancti regis Stephani contra Cupan ducem (Szent István király harca Koppány vezér ellen)

Györffy György szerint a pannonhalmi alapítólevélről és a Kézai krónikáról a forráskritikai kutatások kimutatták, hogy a Koppány-lázadás irodalmi megfogalmazásában  megközelítőleg egy  évszázadon keresztül nem  történt  módosulás. A magyar krónikaírás megélénkülése a 13. század  második felében következett be. A magyar ősgeszták két ismert átdolgozója és szerkesztője, az V. István-kori krónikás Ákos mester budai prépost és Kézai Simon IV. László nótáriusa módosított ekkor a történeten.

### Koppány lázadásával összefüggésbe hozható, közvetett források

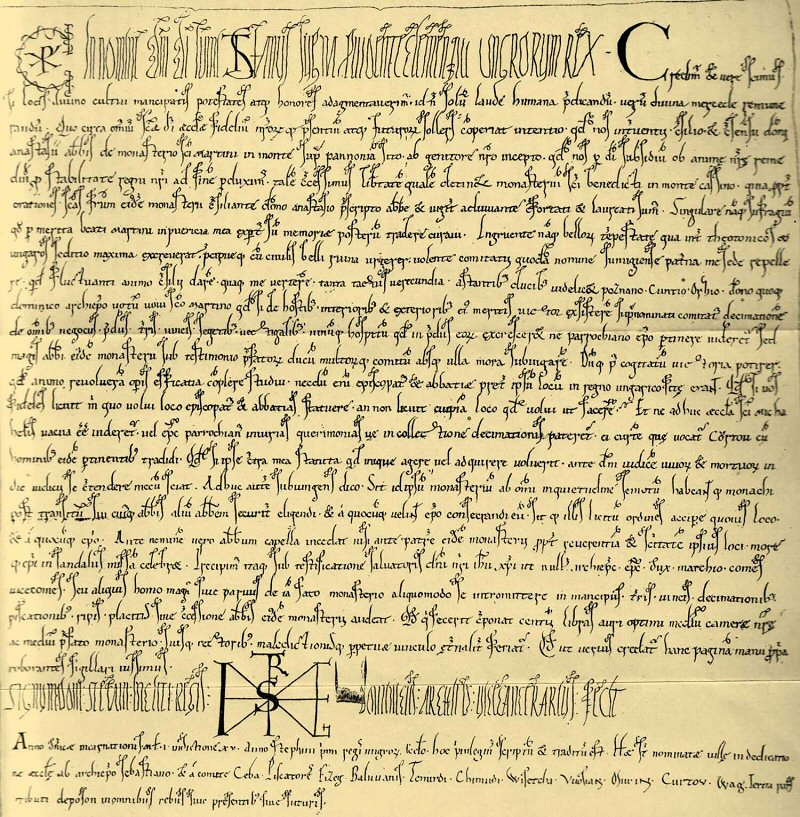
A pannonhalmi alapító oklevél

I. István pannonhalmi alapító oklevele (melyet a kutatás hol 1001-re, hol 1002-re datál) a következőképp számol be a konfliktusról, amelyet a magyarok németek elleni zendülésének mutat be:
Mikor kitört a háborúk vihara, amelyben a németek és a magyarok között igen nagy zendülés támadt, főként amidőn belháború romlása szorongatott, minthogy egy bizonyos, Somogy nevű ispánság atyai székemből el akart engem űzni – ugyan milyen tanácsot adhattam volna háborgó lelkemnek, s oly nagy felindulásom közepette ugyan hová fordulhattam volna –, a vezérek, ti. Pázmány, Hont, Orci és Domonkos érsek úr jelenlétében fogadalmat tettem Szent Mártonnak: ha az ő érdemei révén a belső és külső ellenségek felett diadalmaskodni fogok, akkor a fent nevezett ispánság dézsmája minden dolog, birtok, föld, szőlő, vetés, adó után s a vendégek bora után, amely birtokaikon terem, ne a megyés püspököt illesse, meg, hanem azt – a mondott vezérek és sok ispán tanúskodása mellett – haladéktalanul e monostor apátjának vetem alá. Mivel pedig szándékomnak megfelelően győzelmet arattam, hathatós cselekedettel teljesíteni igyekeztem azt, amit lelkemben megfontoltam.
Szent István király 1083 után keletkezett Kis legendája szerint
Bizonyos nemesek pedig, kiknek szívében féktelenség s restség fészkelt, látván hogy kényszerből el kell hagyniuk a megszokottat, ördögi sugallatra a király meggyőződését, és a korábbi élvezetekre adva ismét lelküket, fegyvert ragadtak ellene. S már pusztították is városait, majorságait irtották, fosztogatták birtokait, szolganépét gyilkolták, s hogy a többiről szót ne ejtsek, már a királyt is bántalmazták. Mikor pedig nem akartak letérni eltévelyedett útjukról, s dühöngésük nem csillapult, a király bizakodván az örök erényben, seregének sokaságával elindult, hogy úrrá legyen az ellenség veszett dühén. Ezek e napokban éppen a köznyelven Veszprémnek mondott várost ostromolták, hogy ezt az ő gyalázatára fordítsák: ott tanyáztak le ugyanis, ahol a király szokott tartózkodni, hogy könnyebben nyíljon út más erősségek elfoglalásához. Az isteni kegyelemtől vezérelt király rajtuk ütött; ezek hitükben, azok bizony csak a fegyverekben bizakodtak, s mindkét részről küzdöttek. Végül, hogy az ellenséget legyőzték, s részint leölték, részint foglyul ejtették és megkötözték, a győztes király híveivel hazavitte a győzelmi jeleket. Ezenfelül birtokaikról – mind a földekről, mind a falvakról – bölcsen rendelkezett, nem úgy, mint Saul,aki legyőzvén Amaleket, az Úr tilalma ellenére a zsákmány javát válogatta ki magának. Mert mindenből semmit sem tartott meg a maga szükségletére, hanem elmenvén, Szent Mártonnak szentelte, akinek tiszteletére bazilikát is épített. Őket pedig és utódaikat mind a mai napig az egyház szolgáivá tette. Később főembereinek közbenjárására elhatározta, hogy csak tizedet adjanak abból, amijük van, nehogy szorongattatásukban szétszóródjanak a földről.
III. Ince pápa 1201-es rendelkezésében  egy korabeli egyházi legendát Szent István hivatalos életrajzává minősített. Szabados György szerint azonban a szerkesztmény történeti forrásértékét elsősorban megírásának célja határozza meg. Hartvik legendájának megírásához fő forrásául István király kisebb és nagyobb legendáját használta. Történészek véleménye szerint az István király életéről írt egyházi legendáknak politikai vetületük is volt, ezért elképzelhetőnek tartják, hogy Hartvik püspök torzíthatott az események tárgyalásakor.

## Származása
A Képes krónika szerint Tar Zerind (latinul Calvus Zirind) fia volt, akinek származását nem ismerjük biztosan. Mivel Koppány felléphetett a fejedelmi cím megszerzéséért a szeniorátus elvére hivatkozva, valamint el akarta venni az elhunyt fejedelem feleségét (levirátus), Saroltot, a későbbi I. István anyját, ezért feltehetően Árpád fejedelem leszármazottja lehetett. Mivel a nevét viselő települések és birtokok Tevel és Tormás birtokai mellett fekszenek, Hóman Bálint feltette, hogy Zerind Árpád fejedelem legidősebb fiának, Tarhosnak az ágából ered, s így Tevel fia és Tormás öccse lehetett. Eszerint Árpád legidősebb fiának, Tarhosnak volt fia Tevel, unokája Tar Zerind, s így dédunokája Koppány, vagyis Koppány Árpád ükunokája volt. Ez az adat Makkay János régész  A magyarság keltezése című művében így szerepel: "Koppány, Árpád ükunokája, Zerind fia: a K'apan törzsnév a türk qapgan > qapan méltóságnévből származik."
Mivel Somogy 955 előtt Fajsz fejedelem szállásterülete volt, Györffy György történész akadémikus korábban úgy gondolta, hogy Koppány Fajsz ágához tartozott, de – többek között mivel Koppány neve nem található a Fajsz nevét viselő helyek, azaz birtokai közelében – megváltoztatta álláspontját és elfogadta Hóman Bálintét.
Bakay Kornél, a magyar államalapítás korával foglalkozó régész Tar Zerindet Géza öccsével, Mihállyal, Koppányt pedig Szár Lászlóval azonosította egy 1984-ben megjelent interjúban, arra alapozva, hogy ők is megkeresztelkedtek, csak megtérésüket politikai okokból színlelték.

## Birtokai
Kristó Gyula szerint a korai középkor századaiban számos személy viselte a Koppány személynevet. A Somogy vármegyei Törökkoppány község nevének eredetével kapcsolatban megjegyzi, hogy Koppány vezér szállásterületeinek központja minden bizonnyal a településtől 30 km-re nyugatabbra fekvő Somogyvár lehetett. A Koppány vezérhez (Kupa vezér) kapcsolódó mondák és a népi emlékezet, évszázadokon át máig megőrizte  nevét és tetteit, különösen a somogyi helynevekhez kapcsolódóan maradtak fenn. Koppány nevét a hajdan Tolnához tartozó Törökkoppány hercegi birtokközpont, a siklósi hegyek déli lejtőjén Koppány és a Bakony nyugati lejtőjén levő Koppány volt udvari birtok viseli. István elleni fellépésekor a somogyi hercegség is a birtokában volt.
Minden bizonnyal birtokában volt a korábban Tar Zerind majd Géza által birtokolt alsó-dunai és bihari dukátus, ami a fejedelem utáni rangidős dinasztiatagot illette meg.
Stamler Imre történész Milyen lehetett az ősi Somogyország? című művében így ír Koppány vezérről: „Eddig a szakirodalomban Bő, Bogát és Fájsz, Koppány létéről tettek említést néhányan, pedig bizonyára több jelentős személy lehetett itt a X.  században.” Gömöri János régész a történelemtudomány kandidátusa (MTA) szerint a somogyfajszi vasolvasztás hirtelen felhagyása Koppány vezér 997. évi kivégzésével is kapcsolatban lehet.

## Koppány és Géza ellentéte

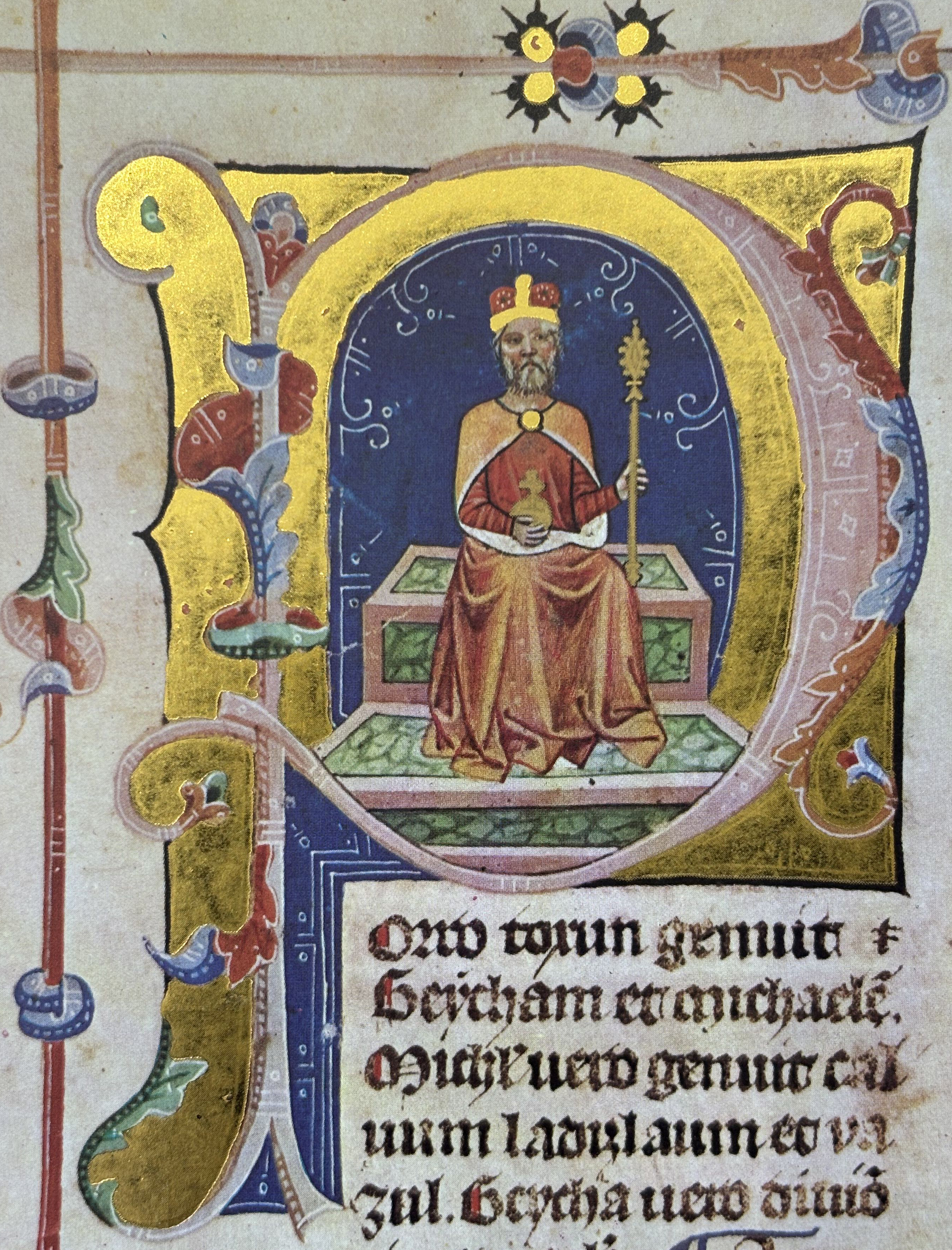
Géza nagyfejedelem alakja a Képes krónika egyik iniciáléjában

Kristó Gyula  történész szerint összesen három forrás szól Koppány felkeléséről, a pannonhalmi kiváltságlevél, a 14. századi krónikakompozíció, a nagyobbik és a kisebbik István-legenda. Györffy György szerint, amíg István király nagyobb és kisebb legendája a Koppány lázadást csak egyházi vonatkozásai miatt tárgyalja, addig az első magyar krónikaszerkesztő a Képes krónikában egy egész fejezetet szentelt (Pugna sancir regis Stephani contra Cupan ducem címmel) kifejezetten az István elleni lázadás eseményeinek.
973 húsvétjára Géza 12 magyar urat küldött Quedlinburgba I. Ottó császárhoz a március 23-án kezdődő birodalmi gyűlésre, ahol személyesen jelent meg II. Boleszláv cseh fejedelem, I. Mieszko lengyel fejedelem fia Bátor Boleszló herceg, és követekkel képviseltette magát VI. Benedek pápa, I. Ióannész bizánci császár, Vasfejű Pandulf beneventói herceg, Kékfogú Harald dán király és a Macedóniában szervezkedő bolgár urak. Az a tény, hogy Géza nem személyesen jelent meg, és családtagjait sem küldte, azt fejezte ki, hogy ő független uralkodó, amely politikához az Árpádok később is ragaszkodtak. 972 előtt, amíg Sankt Gallen-i Bruno meg nem keresztelte Géza nagyfejedelmet és családját, a magyar fejedelemségben a trónutódlás valószínűleg a szeniorátus elvének megfelelően zajlott. Taksony nagyfejedelem után azért következhetett Géza, mert a Taksony idején valószínű trónörökös Tar Zerind még Taksony életében meghalt, és így Géza lett a rangidős Árpád-házi herceg. Taksony halálakor Géza lett a nagyfejedelem és valószínűleg öccse, Mihály a trónörökös, aki a dukátusokat birtokolta. Deér József  történész szerint Géza fejedelem Koppány apját állította Bulcsú harka törzsének élére, aki feltehetően befolyása alá vonta a másik dunántúli törzset, Lél egykori népét is.
Bulcsú harka volt az, akinek a vezetésével a Bizáncba látogatott magyar küldöttség felvette a bizánci keresztény hitet és ott meg is keresztelkedett. Kristó Gyula Szent István király című művében megemlíti, hogy Bulcsú útjáról Ióannész Szkülitzész bizánci történetíró is beszámol: „színleg a keresztény hit felé hajolva, Konstantinápolyba jött. Megkereszteltetvén Konstantin császár lett a keresztapja, és a patrikiosz méltósággal megtiszteltetvén sok pénz uraként tért vissza hazájába.”
A feszültség Vajk, a későbbi I. István megszületése, ami 975-980 környékére tehető, és Mihály halála után kezdődhetett, amikor a szeniorátus rendje szerint Koppánynak kellett volna előlépnie trónörökössé, Géza azonban a nyitrai dukátust fiának adta, amiről feltehetően a Zsitva melletti Vajk és a Pozsony melletti Vajka település tanúskodik. István ugyanekkor megkapta a Tolnai uradalmat, ami a 12. századig a trónörökös birtoka volt. Erről tanúskodik a Tolna vár melletti Vajka puszta név. Ugyanitt van Tarhacsia puszta is, ami Árpád nagyfejedelem egyik fiának, Tarhacsinak a nevét viseli.
Koppány legkésőbb ekkor, de talán már előbb kapta meg Somogyot – amin akkoriban a mai Zágrábig nyúló területet kell érteni – és ennek fejében le kellett mondania a többi területi igényéről. A feszültséget jelzi, hogy Géza a saját és Koppány országának határára a Sárvíz mentén besenyő falvak láncolatát telepítette. A besenyők ekkoriban határőrizeti feladatokat láttak el, ezért rendszerint az országhatárra helyezték őket. Somogyot más oldalról is körülkerítette Géza, Baranya felől székely falvakkal, Zala, Tolna, Fejér és Veszprém felől pedig a Kér és Keszi törzsbeliekkel, valamint egyéb katonai segédnépekkel, amiről a Székely, Besenyő, Tolmács, Kozár, Örs, Berény, Ladány, Káloz, Ság nép- és törzsnevek megjelenése jelez településnévként.

## A Koppány által vezetett felkelés

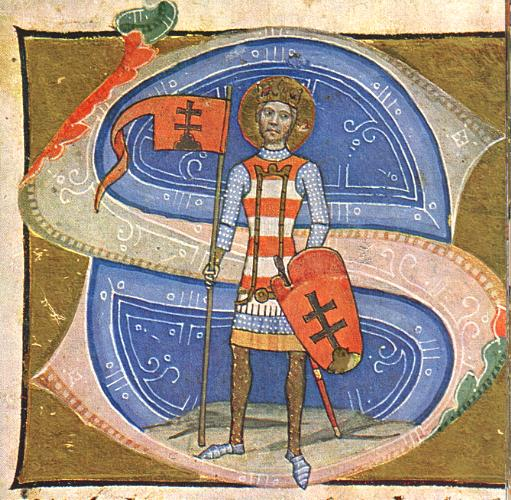
Szent István király alakjának ábrázolása a Képes krónika S iniciáléjában. Sanctus autem rex Stephanus iam pridem…

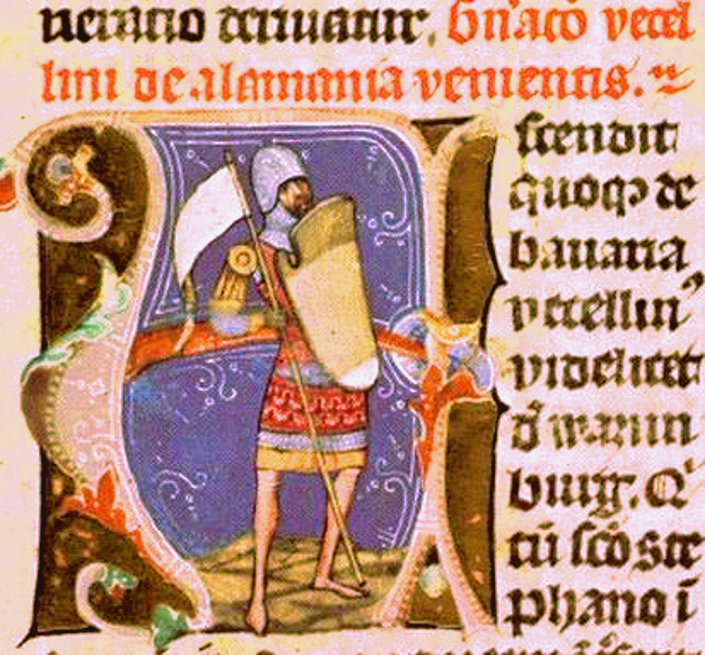
Vencellin lovag alakja, illusztráció a Képes krónika iniciáléjában

Makk Ferenc történész, Magyar külpolitika (896-1196) című műve szerint Géza kiváló diplomáciai érzékkel a Magyar Fejedelemség teljes függetlenségének megőrzése mellett jó viszonyt létesített a németekkel. Erre utal Szent István egyik legendája is: István „a külföldi országok népeivel híven kötött [ti. Géza által híven kötött] békét megerősítette". Géza fejedelem 997 őszén azonban meghalt. Ekkor nomád szokás szerint a hatalom az új nagyfejedelem felavatásáig Sarolt fejedelemasszony kezébe került, akinek székhelye Veszprém volt. Koppány, ugyancsak nomád szokás, a szeniorátus elve értelmében magának követelte a hatalmat és vele ugyancsak nomád szokás, a levirátus értelmében az elhunyt nagyfejedelem feleségét, Saroltot, és ostrom alá vette Veszprémet.
István feleségül vette Gizellát, akivel bajor lovagok és papok is jöttek Magyarországra, akiknek komoly szerepük volt István katonai sikereiben, illetve a kereszténység térnyerésében. Apja halálhírére István összehívta a főembereket Esztergomba, Koppány lázadásának hírére pedig értesítette bajor sógorát, Gizella bátyját, Henrik bajor herceget és maga is Esztergomba vonult, ahol egyházi szertartás keretében felövezték a nagyfejedelmi karddal. A szertartást a kor szokása szerint a püspök, bizonyára Domokos végezte. A szertartáson jelen voltak az őt támogató magyar főemberek, valamint Hont, Pázmány, Orci és Vencellin bajor lovagok, akik a nehéz fegyverzetű sereg, István testőrségének élén álltak. 
Vázsonyi Ottó szerint „Istvánnak Koppány ellen kellett először önállóan cselekednie, ez volt az első lépése, ahol önálló döntéshozásra kényszerült”. 
Vecellin utódainak hagyománya szerint a Koppány ellen induló sereg vezére Vecellin, a testőrség parancsnokai pedig Hont és Pázmány lettek. Valószínűleg itt az elfogult családi hagyomány túlozza el Vecellin szerepét, bár valóban jelentős szerepet játszott a későbbi birtokadományozásokból kikövetkeztethetően. A sereg fő erejét a Koppányt körülvevő határőrfalvak nevéből kikövetkeztethetően főleg besenyők és Kér törzsbeliek valamint a dukátus területén élő kabarok alkothatták. A besenyők élén Tomaj állhatott, aki a Balaton északi oldalán kapott falvakat (Badacsonytomaj, Lesencetomaj, Cserszegtomaj) és tőle származott a Tomaj nemzetség.
Újabb régészeti feltárások szerint a Koppány vezette felkelés területén talált fegyver- és harceszköz-leletek olyan kelet-európai pogány haditechnikai mintázatokat mutatnak, amelyek azt is alátámasztják, hogy a lázadás ideológiai hátterét nem csupán a hatalmi harc, hanem mélyen gyökerező vallási és kulturális hagyományok is formálták.
István közeledtének hírére Koppány felhagyott Veszprém ostromával, és István serege felé indult. 

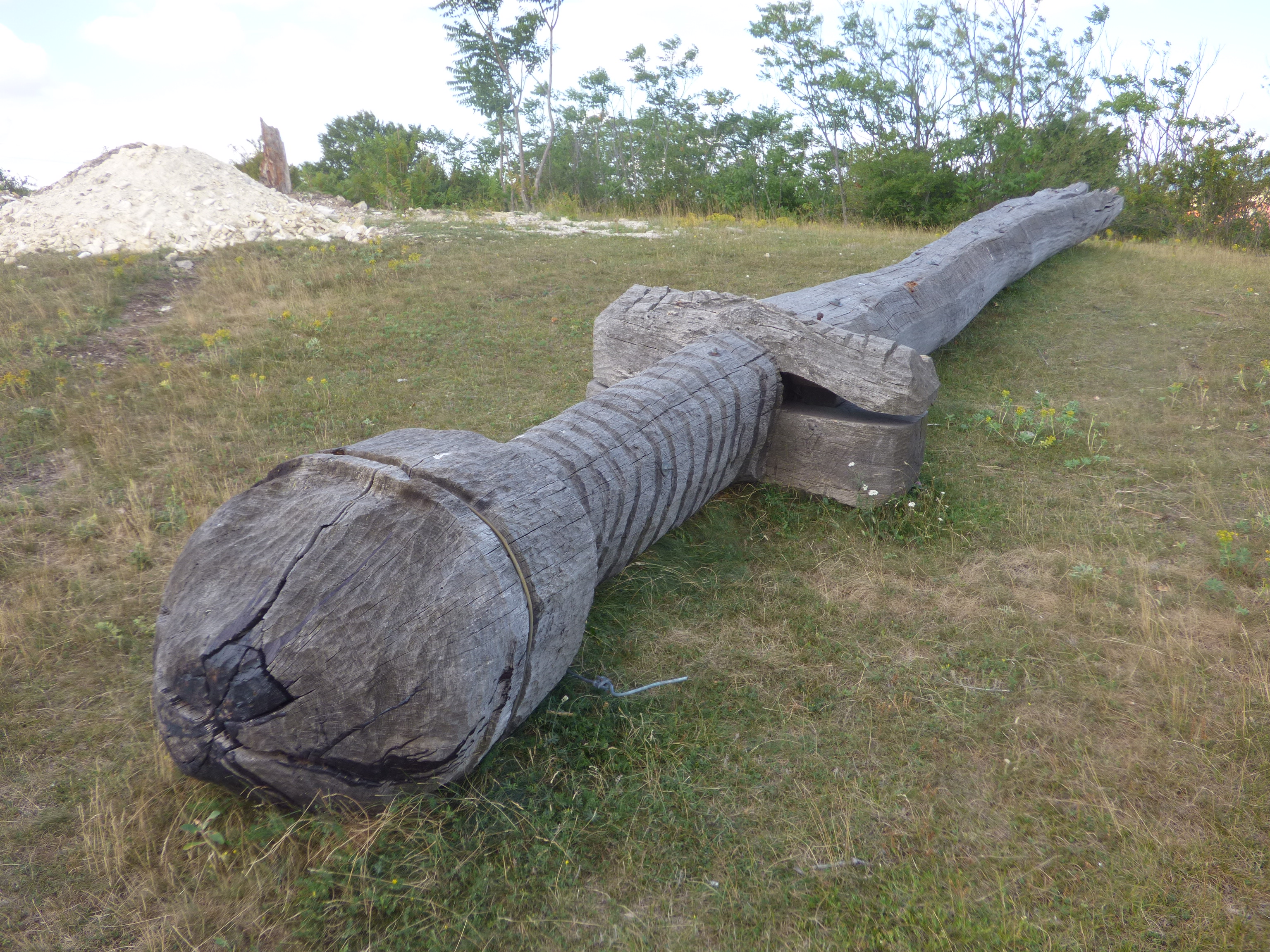
A sólyi csata helyszínén 1998-ban „Királyi Kard Emlékhely” néven Sóly községben létesített, de azóta kidőlt emlékmű. A tölgyfából készült, 15 méter magas faszobor Pintér László veszprémi fafaragó alkotása

Szent István király 1080 körül keletkezett nagyobbik legendája így ír Koppányról:
„De minden jónak ellensége, az irigységgel és gonoszsággal teljes ördög, hogy Krisztus apródjának szent szándékát szétzilálja, belháborút támasztott; az ő sugallatára a pogány nép vonakodott nyakát a keresztény hit igájába hajtani…”
A döntő ütközetre valahol Veszprém és Várpalota között, valószínűleg Sólyon került sor, a somogyi útelágazásnál, ahol 12 év múlva Szent István vértanú tiszteletére egy kápolnát emeltek. A csata előtt István Szent Márton segítségét kérte, és fogadalmat tett, hogy adományokat tesz a pannonhalmi apátság javára.
Koppány seregében Laskai Osvát 1500 körül élt ferences szerzetes szerint – akiről nem tudni, milyen forrásból merítette adatait – somogyiak mellett zalaiak is harcoltak. Ha ez így volt, akkor ezek Bulcsú utódai, a Vérbulcsú nemzetség tagjai lehetettek, akiket Géza nagyfejedelem megfosztott zalavári nemzetségi központjuktól, és akik köré István a besenyő Tomajt ültette.
A véres csatában Koppány is meghalt, a krónikás hagyomány szerint testét felnégyelték: „egyik részét Veszprém kapujára tűzték, a többieket pedig Győrbe, Esztergomba és Erdélybe küldték kifüggesztés végett” A helyszínek kiválasztásában szerepet játszhatott, hogy kiket akart István és Sarolt figyelmeztetni. István ezután elismert nagyfejedelem lett, 6 évig nem kellett újabb lázadás miatt fegyverhez nyúlnia.
Vázsonyi Ottó történész, a Belvedere folyóiratban (Belvedere Meridionale, (13) 5-8. pp. 14–26. (2001)) Koppány, „a lázadó pogány" címmel megjelent tanulmányának második részében megállapította: A felnégyelésről, mint kivégzési formáról a volgai bolgárokkal kapcsolatban maradt fenn híradás.… Nem lehet egyértelműen eldönteni, hogy a nyugat-európai vagy keletről magukkal hozott jogszokásokat követték a kivégzés kapcsán. 997-ben a nemzetségi társadalom már bomlófélben volt, egy átmeneti állapotban, de még szembenállt az új társadalmi berendezkedéssel. Ahhoz, hogy megértsük Koppány felnégyelését, meg kell ismerni mind a nemzetségi társadalom szankciórendszerét, mind a Nyugat-Európában ekkor elterjedt büntetéskiszabási elveket.
A bencés Domonkos missziós püspök által aláírt pannonhalmi kiváltságlevél szerint a győzelem után István Somogy minden tizedét a pannonhalmi monostornak adta. A Hartvik-legenda szerint, ha valamely somogyi embernek történetesen tíz gyermeke született, tizedik magzatát Szent Márton kolostorába kellett adnia.
A Koppány feletti győzelem haszonélvezői lettek a pannonhalmi apátságon kívül az Istvánt sikerhez segítő német lovagok is, így például Fanbergi Tibold is, a Tibold nemzetség tagja. A krónika szerint a Koppány elleni harcban részt vett Hont lovag fia Byn kapta meg Bény falut.

### István győzelmének hatása
A legnagyobb győztesnek mégis István tekinthető, aki Koppány lázadásának leverésével biztosította a főhatalmát a Kárpát-medence nyugati felében, és példát mutatott, hogy további sikerei esetén milyen sors vár a térség középső és keleti részére is.
A fejedelmi akarat elleni lázadás leverését követően a pannonhalmi bencés szerzetesek a missziós tevékenységüket az ország nyugati részén fejtették ki, a pécsváradi, zalavári, a zoborhegyi bencések pedig a környékükön élő  pogány törzseket térítették, a csanádi monostor, s később Szent Gellért szerzetesei pedig a Tisza és a Maros mentén letelepedett magyarokat térítették. Magyarország európai monarchiává válásának és fejlődésének megkerülhetetlen állomása volt István és a térítő római keresztény papság ellen lázadók konfliktusa. Makk Ferenc történész szerint Ajtony vezér 1028 tájára tehető bukása után a Kárpát-medence területén Szent István államán kívül más önálló politikai-hatalmi szervezet már nem létezett. V. Kovács Sándor, A bizánci irodalom kistükre című tanulmányában megállapította, hogy István volt az első és utolsó magyar király, aki kettős kereszténység jegyében uralkodott: elismerte és támogatta a bizánci egyházat, de a jövőt meghatározó, kulcsfontosságú pozíciókba már bencés papokat ültetett. István folytatta és befejezte a pannonhalmi bencés apátság építését. Megalapította a veszprémvölgyi apácakolostort, a Szent Mauríciusz Monostort és a pécsváradi monostort, felépíttette az esztergomi székesegyházat, a székesfehérvári főbazilikát és az óbudai plébániatemplomot. Az apátságok, kolostorok keretén belül megindult a latin írásbeliség, egyházi alapítású iskolák kezdték el működésüket és váltak a korabeli írásbeliség és európai művelődés szellemi központjaivá.

## Alternatív vélemény Koppány történetéről
Berend Nóra középkortörténész, a Cambridge-i Egyetem tanára merőben eltérő nézetet fogalmaz meg. Eszerint Koppány felnégyelését egyedül a 14. századi keletkezésű Képes krónika említi, azonban „a felnégyelés gyakorlata a XIII. század végén kezdődött Angliában, majd a XIV. századtól elterjedt az európai kontinensen a felségsértés büntetéseként”, Koppány története pedig a 14. századi krónikákban bukkan fel, István korában viszont nem volt szokás a felnégyelés. Ugyanebben a krónikában nem írnak Koppány pogány voltáról, a korábbi ismert források pedig csak pogánylázadásról írnak, de konkrét vezérhez nem kötik. Szerinte a történetírók által Koppányhoz kapcsolt pogánylázadás valójában nem köthető a somogyi vezérhez, hiszen a 11. századi források nem említik Koppányt. Megjegyzi azt is, hogy „általános álláspont, hogy Koppány története már az állítólagos XI–XII. századi őskrónikában is szerepelt, melynek utódváltozata lenne a Képes krónika.” Erről a krónikáról azonban csak közvetett tudomásunk van. Ennek alapján azt feltételezi, hogy Koppány valójában nem is történelmi személy, azaz nemcsak a felnégyelés közismert története utólagos kitalálás, hanem Koppány személye is. „A modern történetírók összevarrták a történeteket. Nagyobb a valószínűsége, hogy a XIV. században, az Anjou-ház hatalmának megerősítésére, politikai okból keletkezett a Képes Krónikában található történet”. Kanyó Ferenc történész elutasítja Berend Nóra elméletét: „nemcsak arra nem lesz bizonyítékunk, hogy Szent István idejében a felnégyelés egy ismert büntetés volt, hanem arra sem, hogy az Anjou-korban ezt a büntetést ismerték és alkalmazták.” Koppánnyal kapcsolatban megjegyzi, hogy „jelenlegi ismereteink szerint erre a kérdésre úgy válaszolhatunk, hogy nagy valószínűséggel létezett és személye nem 14. századi kitaláció eredménye.”

## Koppány emlékezete Magyarországon

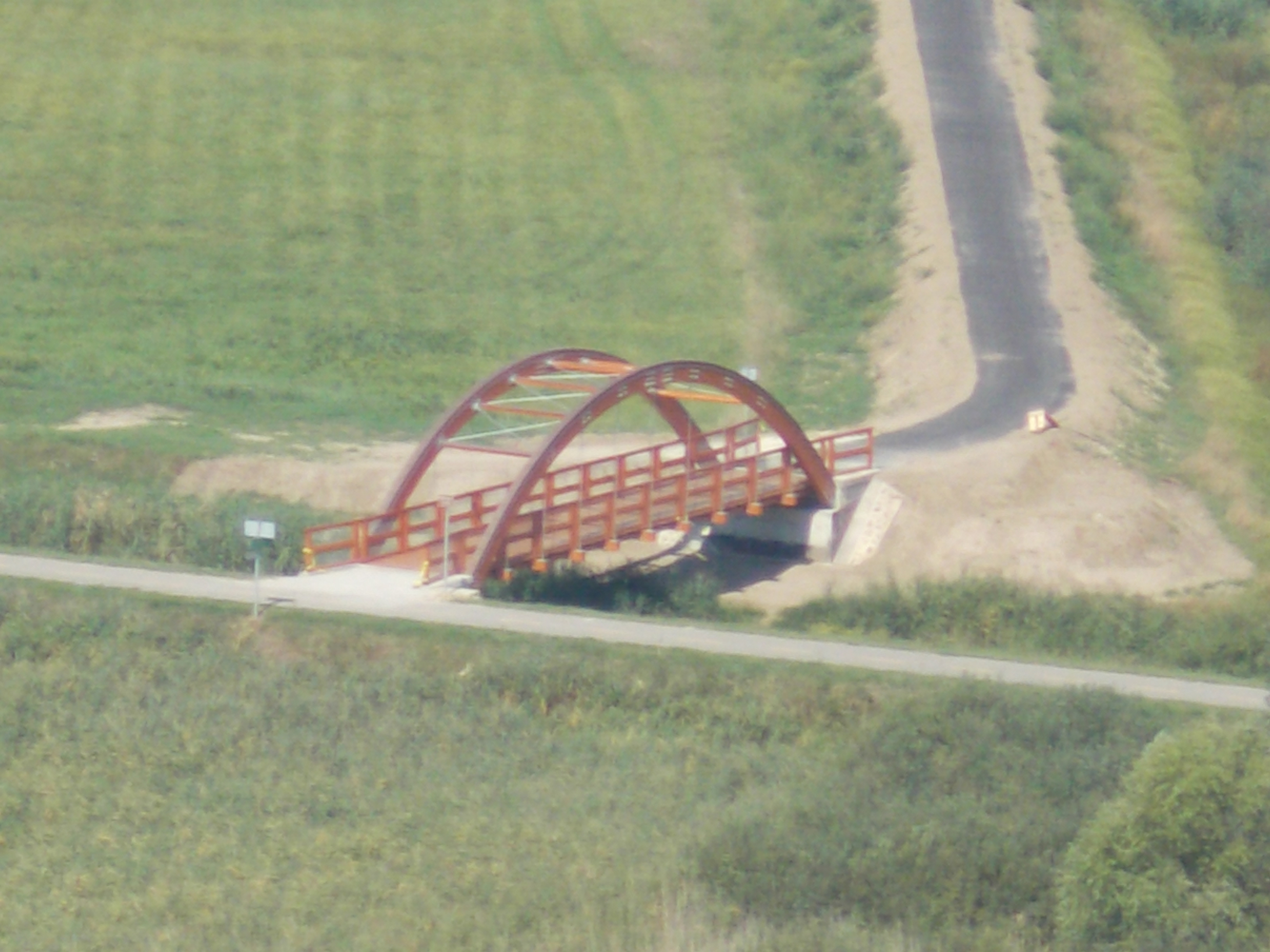
A Koppány folyó hídja, a Somogy és Tolna vármegyében kanyargó Koppány folyó névadója Koppány vezér

- Egy ma is élő helyi szájhagyomány szerint a véres csatában Koppány testét Szentkirályszabadja falu keleti szélén azon a kis magaslaton négyelték fel, ahol ma a római katolikus templom áll.[50][51]
- Juhász Gyula Koppányról írta Az örök ballada című versét;[52] alakja megjelenik Makkai Sándor Magyarok csillaga című regényében[53] és Kányádi Sándor Magyar históriai pillanatokra című versében is.[54]
- Somogyváron a Szentesica-forrás mellett 2001-ben Koppány-emlékművet avattak.[55]
- Koppány vezér, az István, a király című rockopera[56] egyik szereplője, melynek zenéjét Szörényi Levente szerezte, szövegét Bródy János írta Boldizsár Miklós Ezredforduló című drámája alapján.[57]
- Koppány alakja szerepel Ady Endre A minden-titkok verseiből című költeményében[58]
- Kiss Lajos tanulmánya szerint a Koppány folyó neve a patak menti Törökkoppány helységről vonódott át a patakra. A Koppány helységnév az ómagyar Koppány személynévből keletkezett.[59] K. Németh András régész[60] tanulmánya szerint a középkorban „Füzegy” elnevezésű folyót a Koppány névvel először Erdélyi László magyar bencés szerzetes feleltette meg. Feltételezhető, hogy a Koppány elnevezés a nagy- és középvizek neveire jellemző hagyományőrző jelleggel bírhatott. Az is feltételezhető, hogy az 1456-ból származó Koppány földrajzi név az Árpád-kori Koppány herceg személyével kapcsolatos, a folyó környékén a róla szóló újkori hagyományokat középkori eredetűnek jelzi.[61] Hoffmann István A Tihanyi alapítólevél mint helynévtörténeti forrás című tanulmányában az szerepel, hogy a Szent László korára hamisított tihanyi bencés apátság alapítólevelében a „Füzegy” név már fluvius-ként szerepel fluvio Fyzeg, ad fluvium Fyzeg, kissé távolabbi helyre vonatkozóan pedig Koppány falu folyójaként is említik villa Kupan iuxta Fizug ~ Fyzig. A patak újabb megnevezése, amelyet a mellette fekvő jelentősebb településről, (Török)Koppányról kapott, a 18. század közepén tűnik föl: 1753: Koppan, fl. (FNESz. Koppány), de ez idő tájt „Rigno” néven is említik (Koppan vel Rigno, EKFT). (101. p.)[62]
- Néhány településnév is őrzi a Koppány nevet:
  - Koppányszántó, Tolna vármegye, a települést a Koppány folyó szeli ketté, melyről a nevét is kapta.
  - Törökkoppány, Somogy vármegye, nevét már 1138-ban említette oklevél „Villa Cuppan” írásmóddal. Az 1332–1337 évi pápai tizedjegyzékben Koban alakban írva fordult elő.
  - Bakonykoppány, Veszprém vármegye, Első írásos említése 1086-ből való Cupan alakban. Nevét a Koppán nemzetségről vette. A település neve 1857-ig Koppány volt.
- A Tömény történelem című sorozat 1. epizódjában Koppány történetének paródiáját dolgozták fel, a vezért Kamarás Iván alakította.